# Vernagt-Stausee
De Vernagt-Stausee (Italiaans: Lago di Vernago) is een stuwmeer in het Schnalstal in Zuid-Tirol. Het stuwmeer wordt gevoed door de Schnalser Bach. Het stuwmeer ligt op 1689 m boven zeeniveau en heeft een oppervlakte van ongeveer 100 ha. Het meer is vernoemd naar het aan het stuwmeer gelegen Vernagt.
Het stuwmeer ontstond in de jaren 1950/1960. Er werd een 65 meter hoge stuwdam gebouwd. In het stuwmeer verzonken acht huizen van het dorp Vernagt. De top van de kerktoren steekt bij een lage waterstand boven het meer uit. In 2001 kreeg de stuwdam een opknapbeurt.

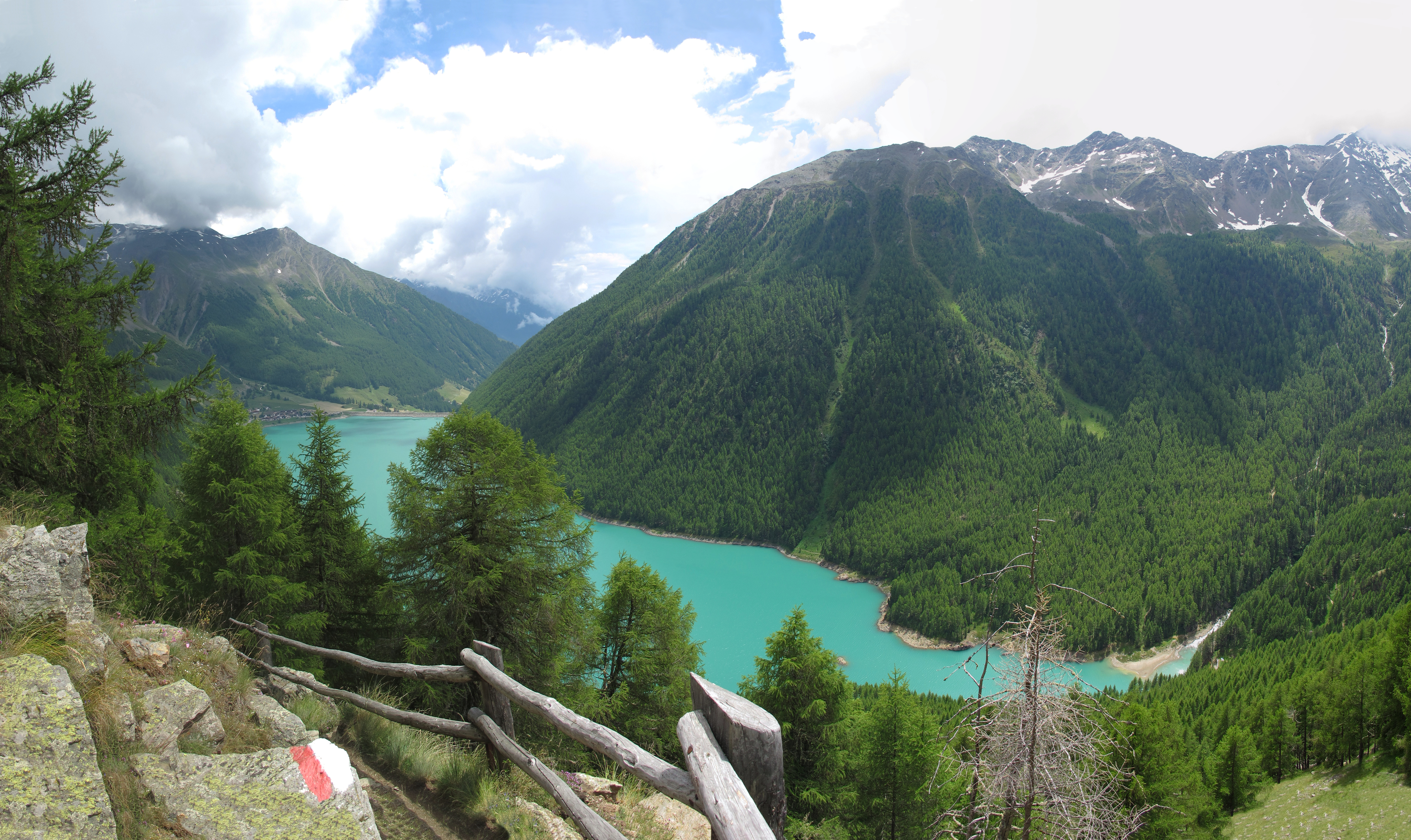
Panorama
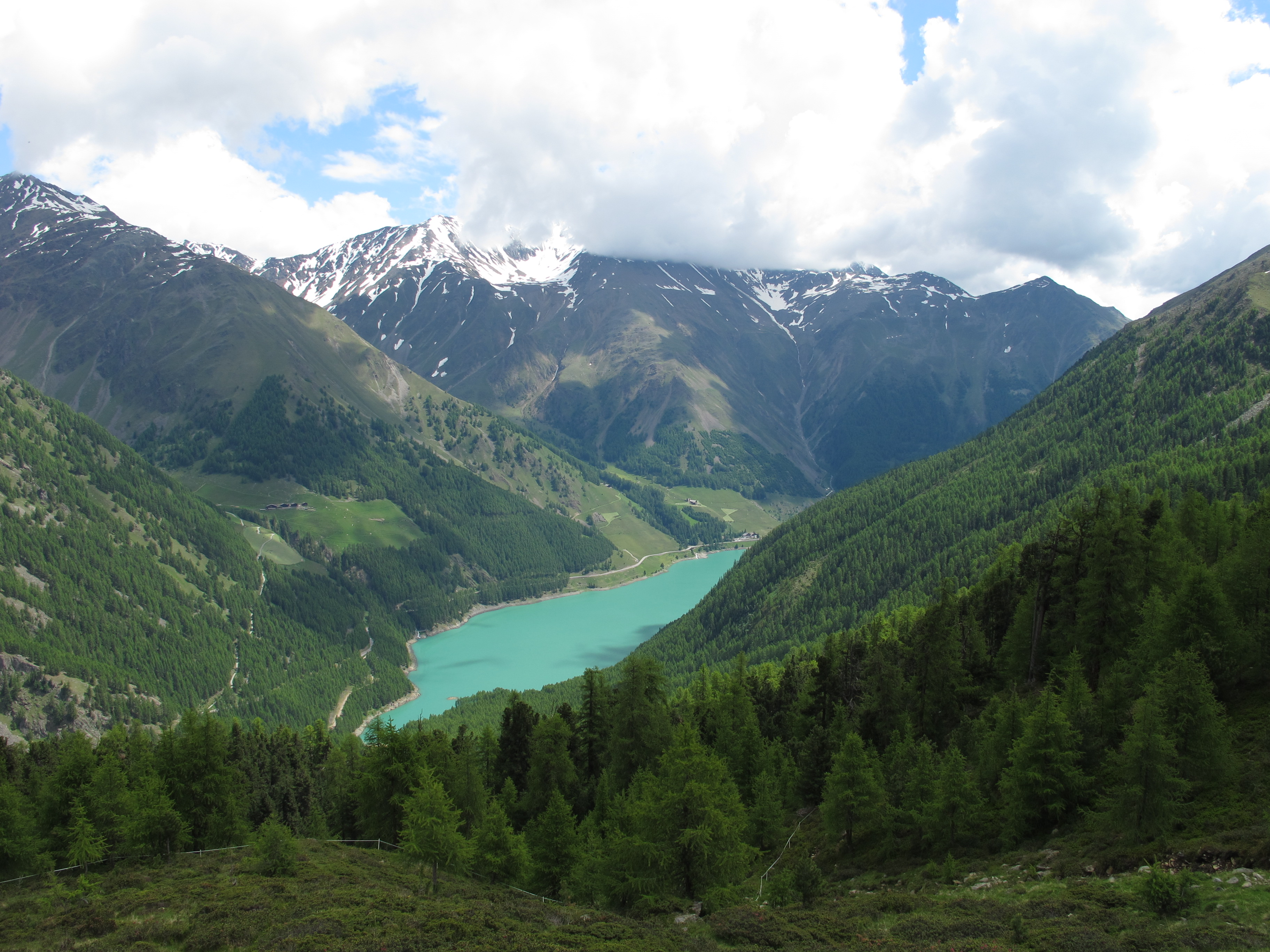
Aan de rechterkant ligt Vernagt
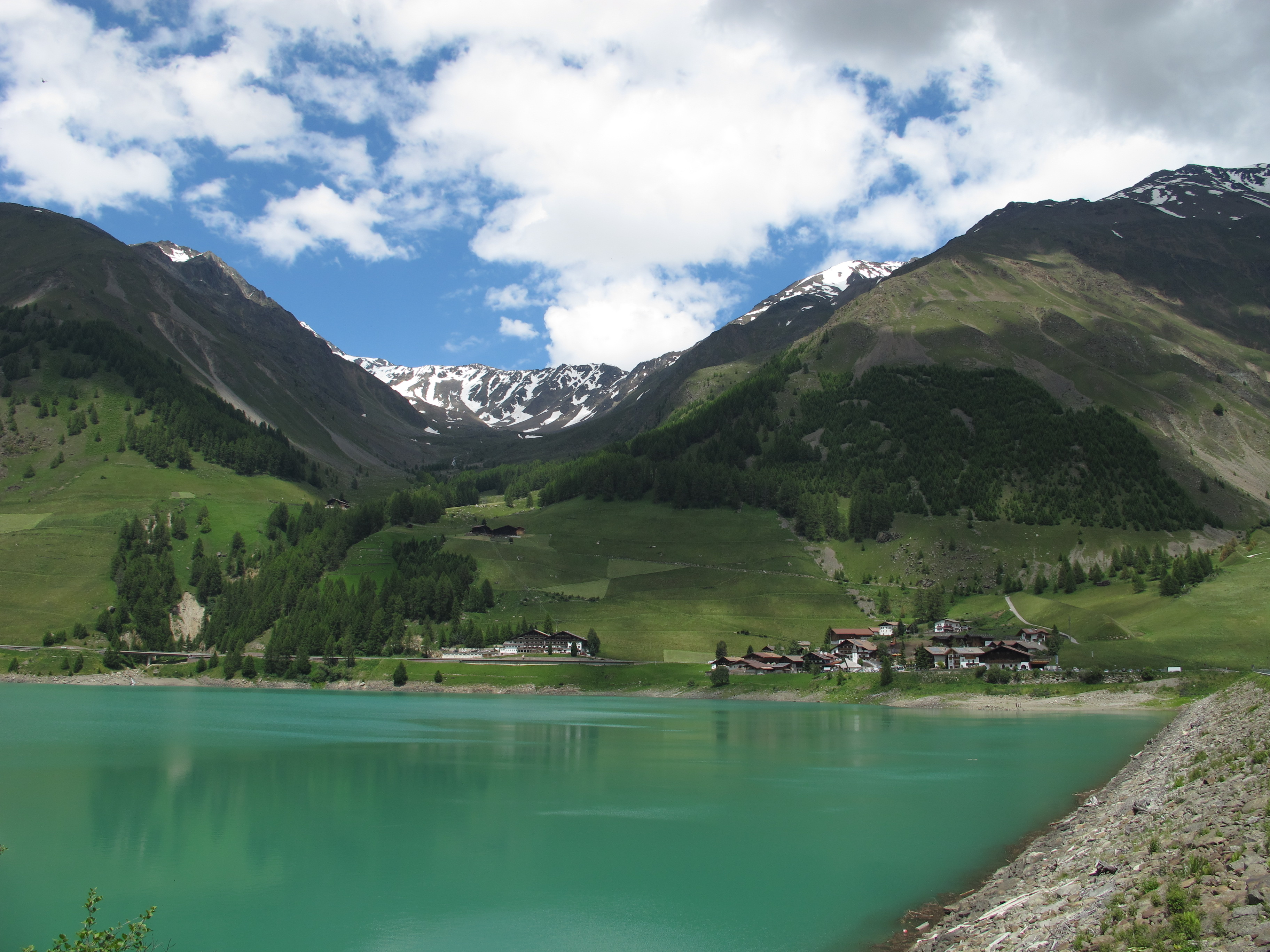
Stuwdam bij Vernagt, links achter Vernagt links het Similaundal